# Jure Golčer
Jure Golčer (Maribor, 12 luglio 1977) è un ex ciclista su strada sloveno, attivo tra gli Elite dal 2002 al 2018 e vincitore del titolo nazionale in linea nel 2006.

## Carriera
Golčer divenne ciclista professionista su strada nel 2002 con il team Perutnina Ptuj-Krka-Telekom Slovenije. Nel 2003 e nel 2004 partecipò con la sua Nazionale ai campionati del mondo Elite in linea. Nel maggio 2004, quando correva per la Formaggi Pinzolo Fiavé, gli vennero rilevati valori ematici «fuori norma» alla vigilia del Giro d'Italia; di conseguenza venne sospeso precauzionalmente per 15 giorni dall'UCI. Tornato alle corse, vinse il Giro d'Oro in Trentino.
Nel 2006 si laureò campione nazionale su strada. Due anni dopo, in maglia LPR Brakes-Ballan, corse il suo primo grande Giro, il Giro d'Italia, chiudendolo al trentaduesimo posto; nello stesso anno concluse al quarto posto il Giro del Trentino, vinse la classifica generale del Giro di Slovenia e partecipò alla prova in linea dei Giochi olimpici di Pechino, piazzandosi sessantesimo.
Dal 2012 al 2015 è sotto contratto con formazioni austriache, prima per due anni con il Tirol Cycling Team (con cui si piazza terzo alla Flèche du Sud 2012) e poi, dal 2014 al 2015, con il Team Gourmetfein-Simplon Wels. Nel 2016 torna in Slovenia per gareggiare con il team Adria Mobil: in stagione si aggiudica il Grand Prix Izola. Conclude l'attività agonistica al termine del 2018, all'età di 41 anni, dopo diciassette stagioni tra gli Elite.

## Palmarès
- 2002 (Perutnina Ptuj, una vittoria)

Classifica generale Jadranska Magistrala
- 2003 (Team Volksbank, una vittoria)

5ª tappa Giro di Slovenia (Grosuplje > Passo della Moistrocca)
- 2004 (Formaggi Pinzolo Fiavé, una vittoria)

Giro d'Oro
- 2006 (Perutnina Ptuj, tre vittorie)

Grand Prix Hydraulika Mikolasek
Grand-Prix Triberg-Schwarzwald
Campionati sloveni, Prova in linea
- 2008 (Team LPR Brakes, due vittorie)

3ª tappa Giro di Slovenia (Škofja Loka > Krvavec)
Classifica generale Giro di Slovenia
- 2016 (Adria Mobil, una vittoria)

Grand Prix Izola

## Piazzamenti

### Grandi Giri
- Giro d'Italia

2008: 32º
2009: 55º

### Classiche monumento
- Milano-Sanremo

2005: 111º
- 2007: 83º

### Competizioni mondiali
- Campionati del mondo

Hamilton 2003 - In linea Elite: ritirato
Verona 2004 - In linea Elite: 57º
Stoccarda 2007 - In linea Elite: ritirato
- Giochi olimpici

Pechino 2008 - In linea: 61º